# احمدآباد (خرم‌بید)
احمدآباد (خرم‌بید)، روستایی از توابع بخش مشهد مرغاب شهرستان خرم‌بید در استان فارس ایران است.

## جمعیت
این روستا در دهستان شهیدآباد قرار دارد و بر اساس سرشماری مرکز آمار ایران در سال ۱۳۸۵، جمعیت آن ۱۲۸ نفر (۳۵خانوار) بوده‌است.